# 特斯拉筆記
《特斯拉筆記》是西田征史、久保忠佳原作、三宮宏太作畫的日本漫畫，開始連載於《週刊少年Magazine》2021年第6號；同年8月4日起改於講談社旗下漫畫網絡平台「Magazine Pocket」上連載。改編電視動畫於2021年10月3日至12月26日播映，全3D製作。

## 登場人物
根來牡丹（聲：小原好美）
庫爾馬（聲：鈴木達央）
高松隆之介（聲：前野智昭）
冰見恭平（聲：中井和哉）
根來甚吾（聲：麥人）
鳥海賢介（聲：木內秀信）
米奇·米拉（聲：諏訪部順一）
奧利佛·索頓（聲：神谷浩史）
莉莉·史塔涅姆（聲：伊藤靜）

## 出版書籍
| 卷數 | 講談社         | 講談社                 |
| 卷數 | 發售日期       | ISBN                   |
| ---- | -------------- | ---------------------- |
| 1    | 2021年4月16日  | ISBN 978-4-06-522983-5 |
| 2    | 2021年6月17日  | ISBN 978-4-06-523586-7 |
| 3    | 2021年9月16日  | ISBN 978-4-06-524840-9 |
| 4    | 2021年10月15日 | ISBN 978-4-06-525142-3 |
| 5    | 2022年1月17日  | ISBN 978-4-06-526287-0 |

## 電視動畫
2021年4月7日，宣佈將獲改編為電視動畫，並將於2021年內播映，全3D製作；當時公開資料包括前導視覺圖、主要製作人員以及聲優陣容。8月4日，宣佈動畫將於10月首播，全13話，並公開主視覺圖。

### 製作人員
- 原作：西田征史、久保忠佳、三宮宏太
- 導演：福田道生
- 系列構成、編劇：西田征史
- 角色原案：POKImari
- CG監督：高井清智
- 美術監督：中尾陽子
- 攝影監督：濱尾繁光
- 音響監督：阿部信行
- 音樂：和田薰
- 製作協力：株式會社Bokan、株式會社Type ZERO、株式會社Risemore
- 動畫製作：Gambit[3]

### 集數列表
| 集數   | 日文標題 | 中文標題                           | 分鏡               | 演出     | 3D動畫演出 | 首播日期 （2021年） |
| ------ | -------- | ---------------------------------- | ------------------ | -------- | ---------- | ------------------- |
| 第1話  |          | 關於“新手間諜”的考察               | 福田道生           | 福田道生 | 高井了治   | 10月3日             |
| 第2話  |          | 關於“爭奪”的考察                   | 福田道生           | 福田道生 | 高井了治   | 10月10日            |
| 第3話  |          | 關於“使命IS”的考察                 | 福田道生           | 福田道生 | 高井了治   | 10月17日            |
| 第4話  |          | 關於“神雷”的考察                   | 福田道生           | 福田道生 | 高井了治   | 10月24日            |
| 第5話  |          | 關於“信賴關係”的考察               | 福田道生           | 福田道生 | 高井了治   | 10月31日            |
| 第6話  |          | 關於“三路”的考察                   | 福田道生           | 福田道生 | 高井了治   | 11月7日             |
| 第7話  |          | 關於“飢餓感以及面對它的決心”的考察 | 福田道生           | 高井了治 | 高井了治   | 11月14日            |
| 第8話  |          | 關於“真相”的考察                   | 福田道生           | 高井了治 | 高井了治   | 11月21日            |
| 第9話  |          | 關於“狗派”的考察                   | 坂田純一、福田道生 | 高井了治 | 高井了治   | 11月28日            |
| 第10話 |          | 關於“嫌疑犯”的考察                 | 福田道生           | 高井了治 | 高井了治   | 12月5日             |
| 第11話 |          | 關於“探索”的考察                   | 、福田道生         | 高井了治 | 高井了治   | 12月12日            |
| 第12話 |          | 關於“時限”的考察                   | 、福田道生         | 高井了治 | 高井了治   | 12月19日            |
| 第13話 |          | 關於“從命”的考察                   | 、福田道生         | 高井了治 | 高井了治   | 12月26日            |

## 外部連結
- 漫畫連載網站（日語）
- 電視動畫官方網站（日語）
- 電視動畫的X（前Twitter）（日語）